# Universidad de Tokai
La Universidad Tokai (en japonés: 東海大学, とうかいだいがく,Tōkai Daigaku) fue fundada en 1942 por Tatsurō Matsumae como escuela privada de estudios occidentales y se constituyó en universidad en 1943.
En 1946 la institución actual se estableció mediante el nuevo sistema universitario japonés posterior a la Segunda Guerra Mundial.
El campus principal está en Shibuya, en el distrito de Tokio. Otras sedes se hallan en las prefecturas de Kanagawa (Hiratsuka e Isehara), Hokkaido, Kyushu y Shizuoka (Shimizu, Numazu).
Históricamente la Universidad Tokai basaba su prestigio en su amplia red de intercambios con instituciones académicas de la Unión Soviética, los países del bloque socialista y los escandinavos. Hoy en día, aunque esas relaciones se han mantenido tras la caída del Telón de Acero y se han ampliado fundamentalmente a los países del Sudeste de Asia, Oriente Medio e Hispanoamérica, esta Universidad es internacionalmente conocida por el alto nivel de su Facultad de Ciencias del Deporte (en especial la sección de Judo) y la de Oceanografía.

## Facultades y Centros
- Medicina
- Ciencias de la salud
- Economía política
- Facultad de Letras
- Derecho
- Humanidades
- Educación Física (la facultad más prestigiosa de Japón en este campo)
- Ciencias
- Ciencia y diseño
- Ingeniería
- Bellas Artes
- Arte y desarrollo
- Economía
- Administración de empresas
- Ciencias políticas
- Ciencias de la Información
- Educación
- Ciencias del mar
- Escuela de aviación
- Centro de Enseñanza de Lenguas Extranjeras

## Estudios de posgrado
- Ciencias políticas
- Letras
- Economía
- Derecho
- Medio ambiente y ser humano
- Bellas artes
- Ciencias de la salud
- Ciencias
- Ingeniería
- Diseño y desarrollo
- Oceanografía
- Medicina

## Escuelas universitarias de posgrado
- Escuela de Ciencias Jurídicas
- Escuela técnica

## Institutos de investigación
- Centro de tecnología espacial
- Centro de Tecnología de la información
- Editorial Universitaria
- La oficina principal de estrategia de propiedad intelectual
- Instituto Médico

- Instituciones adjuntas a la Facultad de Medicina
  -     - Hospital anexo (Isehara, Kanagawa)
      - Sección de Urgencias (Isehara,Kanagawa)

    - Hospital de Tokio (Shibuya)
    - Hospital de Oiso
    - Hospital de Hachiōji

- Barco de estudios oceanográficos
  - BOSEI-maru

## Antiguos Alumnos Emblemáticos
- Yasuhiro Yamashita Yudoca. Medalla de oro olímpica y yudoca vivo más emblemático .

## enlaces
- - versión en inglés
  - versión en japonés

- Datos: Q963709
- Multimedia: Tōkai University / Q963709